# NGC 3111
NGC 3111 في الفهرس العام الجديد، هي مجرة، تقع في كوكبة الدب الأكبر. اكتشفت في 17 مارس 1828 بواسطة جون هيرشل.

## روابط خارجية
- NGC 3111 على موقع ويكي سكاي: DSS2, SDSS, GALEX, IRAS, Hydrogen α, X-Ray, Astrophoto, Sky Map, Articles and images